# واين هاينز
واين هاينز (بالألمانية: Wayne Hynes)‏ هو لاعب هوكي الجليد ألماني، ولد في 29 مايو 1969 في كالغاري في كندا.

## وصلات خارجية
- واين هاينز على موقع EliteProspects.com (الإنجليزية)
- واين هاينز على موقع Eurohockey.com (الإنجليزية)
- واين هاينز على موقع HockeyDB.com (الإنجليزية)
- واين هاينز على موقع أوليمبيديا (الإنجليزية)